# Маршалфилд Хилс (Масачусетс)
Маршалфилд Хилс (енгл. Marshfield Hills) насељено је место без административног статуса у америчкој савезној држави Масачусетс.

## Демографија
По попису из 2010. године број становника је 2.356, што је 13 (-0,5%) становника мање него 2000. године.
| Група             | 2000.         | 2010.         |
| Белци             | 2.317 (97,8%) | 2.263 (96,1%) |
| Афроамериканци    | 8 (0,3%)      | 18 (0,8%)     |
| Азијати           | 8 (0,3%)      | 26 (1,1%)     |
| Хиспаноамериканци | 14 (0,6%)     | 13 (0,6%)     |
| Укупно            | 2.369         | 2.356         |